# Aeropedellus clavatus
Aeropedellus clavatus är en insektsart som först beskrevs av Thomas, C. 1873.  Aeropedellus clavatus ingår i släktet Aeropedellus och familjen gräshoppor. Inga underarter finns listade i Catalogue of Life.